# باشگاه فوتبال فارسلی سلتیک
باشگاه فوتبال فارسلی سلتیک (به انگلیسی: Farsley Celtic Football Club) یک باشگاه فوتبال است که در فارسلی، یورک‌شر غربی، انگلستان مستقر است. این باشگاه در سال ۱۹۰۸ میلادی با نام باشگاه فوتبال فارسلی تأسیس شد و در لیگ‌های آماتوری در لیدز به رقابت پرداخت. لقب این باشگاه ارتش سلت است. ورزشگاه خانگی این باشگاه کیتادل می‌باشد که گنجایش آن ۴۰۰۰ نفر می‌باشد. این باشگاه هم‌اکنون در  لیگ فوتبال کنفرانس شمال انگلستان حضور دارد.